# Pissy

Pissy este o comună în departamentul Somme, Franța. În 1 ianuarie 2022 avea o populație de 290 de locuitori.